# Розендейл (Нью-Йорк)
Розендейл (англ. Rosendale) — місто (англ. town) в США, в окрузі Ольстер штату Нью-Йорк. Населення — 5782 особи (2020).

## Демографія
Згідно з переписом 2010 року, у місті мешкало 6075 осіб у 2572 домогосподарствах у складі 1500 родин. Було 2897 помешкань
Расовий склад населення:
| - 93,8 % — білих - 1,8 % — чорних або афроамериканців - 0,8 % — азіатів - 0,1 % — корінних американців - 1,2 % — осіб інших рас |

До двох чи більше рас належало 2,3 %. Частка іспаномовних становила 5,0 % від усіх жителів.
За віковим діапазоном населення розподілялося таким чином: 19,8 % — особи молодші 18 років, 65,8 % — особи у віці 18—64 років, 14,4 % — особи у віці 65 років та старші. Медіана віку мешканця становила 42,8 року. На 100 осіб жіночої статі у місті припадало 95,1 чоловіків;  на 100 жінок у віці від 18 років та старших — 93,4 чоловіків також старших 18 років.
Середній дохід на одне домашнє господарство  становив 77 330 доларів США (медіана — 64 676), а середній дохід на одну сім'ю — 93 529 доларів (медіана — 83 320). Медіана доходів становила 46 714 долари для чоловіків та 40 096 доларів для жінок. За межею бідності перебувало 8,7 % осіб, у тому числі 3,8 % дітей у віці до 18 років та 12,9 % осіб у віці 65 років та старших.
Цивільне працевлаштоване населення становило 3200 осіб. Основні галузі зайнятості: освіта, охорона здоров'я та соціальна допомога — 32,8 %, роздрібна торгівля — 12,5 %, мистецтво, розваги та відпочинок — 11,0 %.